# Phillip Heath
Phillip Jerrod Heath est un culturiste professionnel américain né le 18 décembre 1979 à Seattle dans l'Etat de Washington.

## Biographie
Il entre dans le monde du culturisme en 2002. Il vit actuellement dans la ville d'Arvada dans l'état du Colorado.
Il a remporté le titre de Mr. Olympia sept années de suite en 2011, 2012, 2013, 2014, 2015, 2016 et 2017, il se place à côté de Arnold Swcharzenegger 7 et devant Dorian Yates. Titres : Arnold Schwarzenegger (7), Lee Haney (8), Dorian Yates (6), et Ronnie Coleman (8). Il est aussi connu sa rivalité avec Kai Greene 

## Profil (2017)
- Taille : 1,75 m
- Poids en compétition : 108 kg
- Biceps :  54 cm
- Tour de taille :  85 cm
- Cuisses : 84 cm
- Mollets :  52 cm
- Cou :  47 cm
- Poitrine : 148 cm

## Historique de ses compétitions
- 2003 Northern Colorado State, Novice, Light-Heavyweight 1er
- 2003 NPC Colorado State, Light-Heavyweight, 1er
- 2004 NPC Colorado State, Heavyweight, 1er
- 2005 NPC Junior Nationals, HeavyWeight, 1er
- 2005 NPC USA Championships, HeavyWeight, 1er
- 2006 Colorado Pro Championships, 1er
- 2006 New York Pro Championship, 1er
- 2007 Arnold Classic, 5ème
- 2008 IFBB Iron Man, 1er
- 2008 Arnold Classic, 2ème
- 2008 Mr. Olympia, 3ème
- 2009 Mr. Olympia, 5ème
- 2010 Arnold Classic, 2ème
- 2010 Mr. Olympia, 2ème
- 2011 Mr. Olympia, 1er
- 2011 Sheru Classic, 1er
- 2012 Mr. Olympia, 1er
- 2012 Sheru Classic, 1er
- 2013 Mr. Olympia, 1er
- 2013 Arnold Classic Europe, 1er
- 2014 Mr. Olympia, 1er
- 2015 Mr. Olympia, 1er
- 2016 Mr. Olympia, 1er
- 2017 Mr. Olympia, 1er
- 2018 Mr. Olympia, 2ème
- 2020 Mr. Olympia, 3ème